# Nerocila
Nerocila är ett släkte av kräftdjur. Nerocila ingår i familjen Cymothoidae.

## Bildgalleri

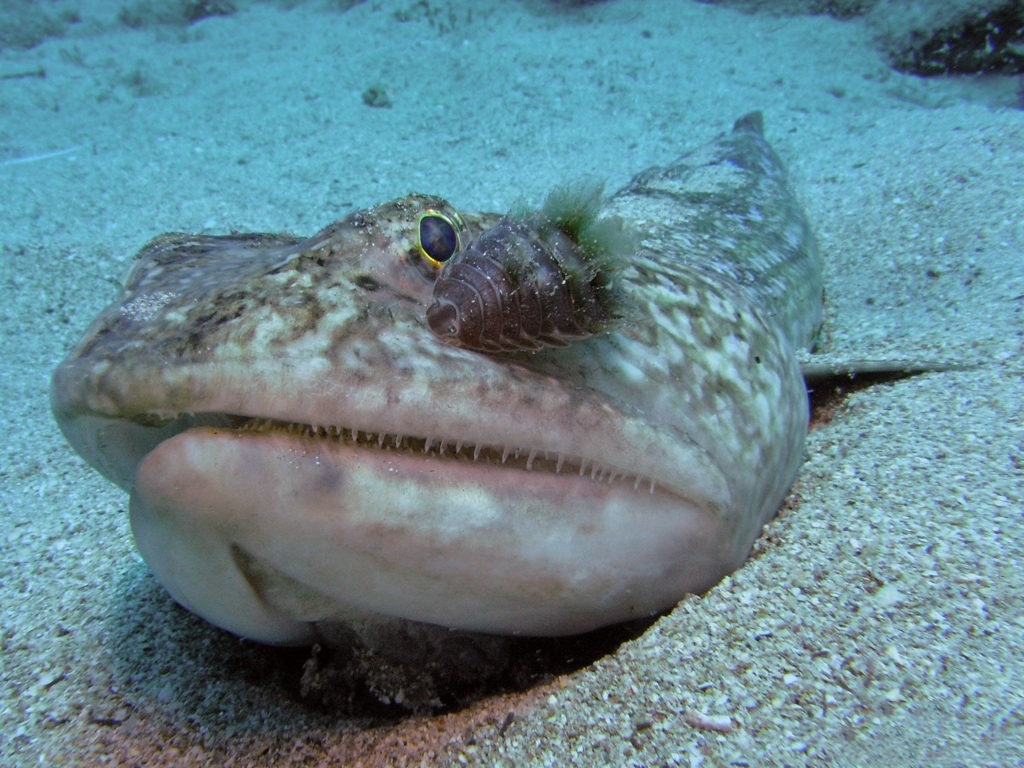

## Dottertaxa tillNerocila, i alfabetisk ordning[1]
- Nerocila aculeata
- Nerocila acuminata
- Nerocila armata
- Nerocila arres
- Nerocila barramundae
- Nerocila benrosei
- Nerocila bivittata
- Nerocila blainvillei
- Nerocila californica
- Nerocila congener
- Nerocila cuspidata
- Nerocila depressa
- Nerocila donghaiensis
- Nerocila excisa
- Nerocila exocoeti
- Nerocila falcata
- Nerocila falklandica
- Nerocila fluviatilis
- Nerocila hemirhamphusi
- Nerocila heterozota
- Nerocila japonica
- Nerocila kisra
- Nerocila lanceolata
- Nerocila livida
- Nerocila lomatia
- Nerocila longispina
- Nerocila loveni
- Nerocila madrasensis
- Nerocila monodi
- Nerocila munda
- Nerocila orbignyi
- Nerocila phaiopleura
- Nerocila pigmentata
- Nerocila priacanthusi
- Nerocila pulicatensis
- Nerocila recurvispina
- Nerocila serra
- Nerocila sigani
- Nerocila sundaica
- Nerocila swainsoni
- Nerocila tenuipes
- Nerocila trichiura
- Nerocila trivittata